# جريدج مبوك باتي
جريدج مبوك باتي (بالفرنسية: Griedge Mbock Bathy Nka) (26 فبراير 1995 ببريست في فرنسا - ) هي لاعبة كرة قدم فرنسية في مركز قلب الدفاع (كرة القدم)، شاركت في الألعاب الأولمبية الصيفية 2016. وشاركت مع منتخب فرنسا لكرة قدم السيدات. أما مع النوادي، فقد لعبت مع أولمبيك ليون لكرة القدم للسيدات وEn Avant Guingamp (women) ‏.

## وصلات خارجية
- جريدج مبوك باتي على موقع الاتحاد الدولي (مؤرشف)  (الإنجليزية)
- جريدج مبوك باتي على موقع الاتحاد الأوربي (الإنجليزية)
- جريدج مبوك باتي على موقع قاعدة بيانات كرة القدم.إي يو (الإنجليزية)
- جريدج مبوك باتي على موقع Soccerway.com (الإنجليزية)
- جريدج مبوك باتي على موقع اللجنة الأولمبية الدولية (الإنجليزية)
- جريدج مبوك باتي على موقع أوليمبيديا (الإنجليزية)
- جريدج مبوك باتي على موقع اللجنة الأولمبية الفرنسية (مؤرشف) (الفرنسية)